# Ideal (Ringtheorie)
In der abstrakten Algebra ist ein Ideal eine Teilmenge eines Rings, die das Nullelement enthält und abgeschlossen gegenüber Addition und Subtraktion von Elementen des Ideals sowie abgeschlossen gegenüber Multiplikation mit beliebigen Ringelementen ist. Beispielsweise sind Summe und Differenz zweier gerader Zahlen wieder gerade und zudem ist das Produkt einer geraden Zahl mit einer beliebigen ganzen Zahl ebenfalls gerade. Zudem ist die 0 als additiv Neutrales gerade. Das heißt, die Menge der geraden Zahlen ist ein Ideal im Ring der ganzen Zahlen.
Die Bezeichnung „Ideal“ ist abgeleitet aus dem Begriff „ideale Zahl“: Ideale können als Verallgemeinerung von Zahlen angesehen werden.
Das Konzept der Ideale hat seinen Ursprung in der algebraischen Zahlentheorie des 19. Jahrhunderts bei Ernst Eduard Kummer und wurde weiterentwickelt von Richard Dedekind und Leopold Kronecker. Bei David Hilbert war ein Ideal ein System von unendlich vielen ganzen algebraischen Zahlen eines Rationalitätsbereiches (algebraischer Zahlkörper), mit der Eigenschaft, dass auch sämtliche Linearkombinationen dieser (mit ganzen algebraischen Zahlen als Koeffizienten) darin enthalten sind. Diese Definition entspricht dem heutigen Begriff des gebrochenen Ideals.
In der Literatur findet man häufig die Begriffe Linksideal, Rechtsideal und zweiseitiges Ideal. Siehe dazu unten bei den Definitionen.

## „Ideale Zahlen“
Der Ursprung der Ideale liegt in der Feststellung, dass in Ringen wie {\displaystyle \mathbb {Z} \left[{\sqrt {-5}}\right]=\left\{a+b\cdot {\sqrt {-5}}\mid a,b\in \mathbb {Z} \right\}} die Eindeutigkeit der Zerlegung in irreduzible Elemente nicht gilt: So ist
{\displaystyle 6=2\cdot 3=\left(1+{\sqrt {-5}}\right)\cdot \left(1-{\sqrt {-5}}\right),}
und die beiden Faktoren jeder Zerlegung sind irreduzibel. Ernst Eduard Kummer stellte fest, dass man die Eindeutigkeit manchmal wiederherstellen kann, indem man weitere, ideale Zahlen hinzunimmt. Im Beispiel erhält man durch Hinzunahme der Zahl {\displaystyle \mathrm {i} } die Faktorisierungen
{\displaystyle 2=\left(1+\mathrm {i} \right)(1-\mathrm {i} ),\quad 3={\frac {1+{\sqrt {-5}}}{1+\mathrm {i} }}\cdot {\frac {1-{\sqrt {-5}}}{1-\mathrm {i} }}}
(dass die Brüche auf der rechten Seite ganz sind, kann man an ihren Normen sehen) sowie
{\displaystyle 1\pm {\sqrt {-5}}={\frac {1\pm {\sqrt {-5}}}{1\pm \mathrm {i} }}\cdot (1\pm \mathrm {i} ),}
und die Eindeutigkeit ist wieder hergestellt. Aus heutiger Sicht entspricht die Einführung der idealen Zahl {\displaystyle \mathrm {i} } dem Übergang zum (Ganzheitsring des) hilbertschen Klassenkörpers, in dem alle Ideale (des Ganzheitsringes) eines algebraischen Zahlkörpers zu Hauptidealen werden.
Richard Dedekind erkannte, dass man diese idealen Zahlen vermeiden kann, indem man statt ihrer die Gesamtheit aller durch sie teilbaren Zahlen betrachtet. So haben die Zahlen {\displaystyle 2} und {\displaystyle 1+{\sqrt {-5}}} im Beispiel den gemeinsamen idealen Primfaktor {\displaystyle 1+\mathrm {i} }, und die in {\displaystyle \mathbb {Z} [{\sqrt {-5}}]} liegenden Vielfachen dieser Zahl sind gerade das Primideal
{\displaystyle \left(2,1+{\sqrt {-5}}\right)=\left\{a\cdot 2+b\cdot \left(1+{\sqrt {-5}}\right)\mid a,b\in \mathbb {Z} [{\sqrt {-5}}]\right\}.}
Ist ein „realer“ gemeinsamer Faktor vorhanden, so besteht das Ideal gerade aus seinen Vielfachen, ist also ein Hauptideal. In Ganzheitsringen von Zahlkörpern (und allgemeiner in der aufgrund dieser Tatsache nach ihm benannten Klasse der Dedekindringe) erhält man auf diese Weise eine eindeutige Zerlegung jedes Ideals (ungleich null) in Primideale (Fundamentalsatz der Idealtheorie).

## Definition
Um auch für nichtkommutative Ringe geeignete Begriffe zu haben, unterscheidet man zwischen Links-, Rechtsidealen und zweiseitigen Idealen:
Es sei {\displaystyle I} eine Teilmenge eines Ringes {\displaystyle \mathbf {R} =(R,+,\cdot )}. {\displaystyle I} heißt dann Linksideal, wenn gilt:
1: {\displaystyle (I,+)} ist eine Untergruppe von {\displaystyle (R,+)}
2L: Für jedes {\displaystyle a\in I} und {\displaystyle r\in R} ist {\displaystyle r\cdot a\in I}.
Entsprechend ist {\displaystyle I} ein Rechtsideal, wenn Bedingung 1 und
2R: Für jedes {\displaystyle a\in I} und {\displaystyle r\in R} ist {\displaystyle a\cdot r\in I}
erfüllt sind.
{\displaystyle I} nennt man schließlich zweiseitiges Ideal oder nur kurz Ideal, falls {\displaystyle I} Links- und Rechtsideal ist, also 1, 2L und 2R erfüllt.

### Bemerkungen
- Ist der Ring kommutativ, dann fallen alle drei Begriffe zusammen, in einem nichtkommutativen Ring können sie sich aber unterscheiden.
- Als Untergruppe von {\displaystyle (R,+)} enthält {\displaystyle I} insbesondere die {\displaystyle 0}.
- Bedingung 1 ist äquivalent zu der Forderung, dass {\displaystyle I} nichtleer und mit {\displaystyle a,b\in I} auch {\displaystyle a-b\in I} ist. (Untergruppenkriterium)
- Jedes Ideal {\displaystyle I} in {\displaystyle \mathbf {R} } bildet auch einen Unterring {\displaystyle (I,+,\cdot )} von {\displaystyle \mathbf {R} }, im Allgemeinen aber ohne Eins, {\displaystyle 1\notin I}. Ist {\displaystyle \mathbf {R} } ein Ring mit Eins, so ist {\displaystyle (I,+,\cdot )} genau dann ein Unterring mit Eins, wenn {\displaystyle I=R}.
- Ein Links- ebenso wie ein Rechtsideal {\displaystyle I} in {\displaystyle \mathbf {R} } ist nichts anderes als ein {\displaystyle \mathbf {R} }-Untermodul {\displaystyle (I,+)} von {\displaystyle \mathbf {R} }, {\displaystyle \mathbf {R} } aufgefasst als {\displaystyle \mathbf {R} }-Links- bzw. {\displaystyle \mathbf {R} }-Rechtsmodul {\displaystyle (R,+)}.

## Beispiele
- Die Menge {\displaystyle 2\mathbb {Z} } der geraden ganzen Zahlen ist ein Ideal im Ring {\displaystyle \mathbb {Z} } aller ganzen Zahlen. {\displaystyle 2\mathbb {Z} } ist prinzipiell ein Unterring von {\displaystyle \mathbb {Z} }, in der Kategorie der Ringe mit Eins wird {\displaystyle 2\mathbb {Z} } jedoch (da ohne Einselement) nicht als Unterring bezeichnet.
- Die Menge {\displaystyle 2\mathbb {Z} +1} der ungeraden ganzen Zahlen ist kein Ideal in {\displaystyle \mathbb {Z} }; sie erfüllt keine der drei Bedingungen.
- Die Menge aller Polynome mit reellen Koeffizienten, die durch {\displaystyle x^{2}+1} teilbar sind, bilden ein Ideal im Polynomring {\displaystyle \mathbb {R} [x]}. Der Körper {\displaystyle \mathbb {R} [x]/\left(x^{2}+1\right)} ist isomorph zu den komplexen Zahlen und {\displaystyle (x^{2}+1)} ist sogar Maximalideal.
- Der Ring {\displaystyle C(\mathbb {R} )} aller stetigen Funktionen von {\displaystyle \mathbb {R} } nach {\displaystyle \mathbb {R} } enthält das Ideal der Funktionen {\displaystyle f} mit {\displaystyle f(1)=0}. Ein anderes Ideal in {\displaystyle C(\mathbb {R} )} sind die stetigen Funktionen mit kompaktem Träger, d. h. alle Funktionen, die für hinreichend große und hinreichend kleine Argumente gleich 0 sind.
- Der nichtkommutative Ring der Hurwitzquaternionen enthält sowohl Links- und Rechtsideale als auch zweiseitige Ideale. Alle sind sie jedoch Hauptideale.
- Die Mengen {\displaystyle \{0\}} und {\displaystyle R} sind stets Ideale eines Rings {\displaystyle R}. Hierbei wird {\displaystyle \{0\}=(0)} Nullideal und, falls R eine Eins {\displaystyle 1} besitzt, {\displaystyle R=(1)} Einsideal genannt.[4] Wenn {\displaystyle \{0\}} und {\displaystyle R} seine einzigen zweiseitigen Ideale sind, nennt man {\displaystyle R} einfach. Ein kommutativer einfacher Ring mit Eins, der nicht der Nullring ist, ist ein Körper.

## Erzeugung von Idealen
Alle Links-, alle Rechtsideale und alle zweiseitigen Ideale bilden jeweils ein Hüllensystem. Die zugehörigen Idealoperatoren werden mit {\displaystyle (\;),} selten auch mit {\displaystyle \langle \;\rangle } bezeichnet.
Ist {\displaystyle A} eine Teilmenge des Ringes {\displaystyle R,} dann nennt man
{\displaystyle (A):=\bigcap _{J\ \mathrm {Ideal\ von} \ R \atop \ J\supseteq A}J}
das von {\displaystyle A} erzeugte Ideal, es ist das kleinste (Links-, Rechts- bzw. zweiseitige) Ideal in {\displaystyle R,} das {\displaystyle A} enthält.
Besitzt {\displaystyle R} ein Einselement {\displaystyle 1,} so ist
{\displaystyle (A)=\{r_{1}a_{1}s_{1}+\dotsb +r_{n}a_{n}s_{n}\mid r_{i},s_{i}\in R,a_{i}\in A\},}
und wenn {\displaystyle R} zusätzlich noch kommutativ ist, gilt sogar:
{\displaystyle (A)=\{r_{1}a_{1}+\dotsb +r_{n}a_{n}\mid r_{i}\in R,a_{i}\in A\}.}
Das von einem Element {\displaystyle a} erzeugte Hauptideal ist
{\displaystyle (a):=\left(\{a\}\right).}

## Verknüpfungen von Idealen

### Konstruktionen
Ist {\displaystyle R} ein kommutativer Ring mit Eins und {\displaystyle I\subseteq R} ein Ideal, dann ist auch das Radikal {\displaystyle {\sqrt {I}}} von {\displaystyle I}, das als {\displaystyle {\sqrt {I}}:=\{x\in R\mid \exists r\in \mathbb {N} :x^{r}\in I\}} definiert ist, ein Ideal.
Ist {\displaystyle R} ein Ring, so gilt für zwei Ideale {\displaystyle I,J\subseteq R}:
- Der (mengentheoretische) Durchschnitt ist ein Ideal:

{\displaystyle I\cap J=(I\cap J)}
- Die mengentheoretische Vereinigung {\displaystyle I\cup J} ist im Allgemeinen kein Ideal, aber die Summe ist ein Ideal:

{\displaystyle I+J:=\{a+b\mid a\in I,b\in J\}=(I\cup J)}
Wichtig: Summen und Vereinigungen von Idealen sind im Allgemeinen unterschiedliche Konstrukte!
- Auch das sogenannte Komplexprodukt {\displaystyle IJ,} das aus der Menge der Produkte von Elementen aus {\displaystyle I} mit Elementen aus {\displaystyle J} besteht, ist im Allgemeinen kein Ideal. Als Produkt von {\displaystyle I} und {\displaystyle J} wird daher das Ideal definiert, das von {\displaystyle IJ} erzeugt wird:

{\displaystyle I\cdot J:=\left(\left\{ab\mid a\in I,b\in J\right\}\right)=(IJ)}
Besteht keine Verwechselungsgefahr mit dem Komplexprodukt, dann schreibt man auch das Idealprodukt {\displaystyle I\cdot J} oder kurz {\displaystyle IJ.}
- Der Quotient von {\displaystyle I} und {\displaystyle J} ist ein Ideal, das alle {\displaystyle x\in R} enthält, für die das Komplexprodukt {\displaystyle xJ} eine Teilmenge von {\displaystyle I} ist:

{\displaystyle I:J:=\{x\in R\mid xJ\subseteq I\}.}

### Bemerkungen
- Das Produkt zweier Ideale ist stets in ihrem Schnitt enthalten: {\displaystyle I\cdot J\subseteq I\cap J.} Sind {\displaystyle I} und {\displaystyle J} teilerfremd, also {\displaystyle I+J=R}, so gilt sogar Gleichheit.
- Der Idealquotient wird in der Literatur auch häufig in Klammern geschrieben: {\displaystyle (I:J).}
- Mit den Verknüpfungen Summe und Durchschnitt bildet die Menge aller Ideale eines Ringes einen modularen, algebraischen Verband.
- Einige wichtige Eigenschaften dieser Verknüpfungen werden in den Noetherschen Isomorphiesätzen zusammengefasst.

## Besondere Ideale
Ein Ideal {\displaystyle I} heißt echt, wenn es nicht ganz {\displaystyle R} ist. Dies ist bei Ringen mit {\displaystyle 1} genau dann der Fall, wenn {\displaystyle 1} nicht in {\displaystyle I} liegt.
Ein echtes Ideal {\displaystyle M} heißt maximal, wenn es kein größeres echtes Ideal gibt, d. h., wenn für jedes Ideal {\displaystyle I} gilt:
{\displaystyle M\subseteq I\subsetneq R\Rightarrow M=I}
Mit Hilfe des Zornschen Lemmas kann gezeigt werden, dass jedes echte Ideal eines Rings mit {\displaystyle 1} in einem maximalen Ideal enthalten ist. Insbesondere besitzt jeder Ring mit {\displaystyle 1} (außer dem Nullring) ein maximales Ideal.
Ein echtes Ideal {\displaystyle P} heißt prim, wenn für alle Ideale {\displaystyle I,J} gilt:
{\displaystyle I\cdot J\subseteq P\Rightarrow I\subseteq P} oder {\displaystyle J\subseteq P}
In einem Ring mit {\displaystyle 1} ist jedes maximale Ideal prim.

## Faktorringe und Kerne
Ideale sind wichtig, weil sie als Kerne von Ringhomomorphismen auftreten und die Definition von Faktorringen ermöglichen.
Ein Ringhomomorphismus {\displaystyle f} vom Ring {\displaystyle R} in den Ring {\displaystyle S} ist eine Abbildung {\displaystyle f\colon R\to S} mit
{\displaystyle {\begin{array}{lll}f(0_{R})=0_{S},&f(a+b)=f(a)+f(b),&f(ab)=f(a)f(b)\end{array}}} für alle {\displaystyle a,b\in R.}
Der Kern von {\displaystyle f} ist definiert als
{\displaystyle \ker(f):=\{a\in R\mid f(a)=0_{S}\}.}
Der Kern ist stets ein zweiseitiges Ideal von {\displaystyle R.}
Startet man umgekehrt mit einem zweiseitigen Ideal {\displaystyle I} von {\displaystyle R,} dann kann man den Faktorring {\displaystyle R/I} (sprich: „{\displaystyle R} modulo {\displaystyle I}“; nicht zu verwechseln mit einem faktoriellen Ring) definieren, dessen Elemente die Form
{\displaystyle a+I:=\{a+i\mid i\in I\}}
für ein {\displaystyle a} aus {\displaystyle R} haben. Die Abbildung
{\displaystyle p\colon R\to R/I,\,a\mapsto a+I}
ist ein surjektiver Ringhomomorphismus, dessen Kern genau das Ideal {\displaystyle I} ist. Damit sind die Ideale eines Rings {\displaystyle R} genau die Kerne von Ringhomomorphismen von {\displaystyle R.}
Ist der Ring {\displaystyle R} kommutativ und {\displaystyle P} ein Primideal, dann ist {\displaystyle R/P} ein Integritätsring, ist {\displaystyle M} ein maximales Ideal, dann ist {\displaystyle R/M} sogar ein Körper.
Die extremen Beispiele von Faktorringen eines Ringes {\displaystyle R} entstehen durch Herausteilen der Ideale {\displaystyle (0)} oder {\displaystyle R.} Der Faktorring {\displaystyle R/(0)} ist isomorph zu {\displaystyle R,} und {\displaystyle R/R} ist der triviale Ring {\displaystyle \{0\}.}

## Norm eines Ideals
Für Ganzheitsringe {\displaystyle A} eines Zahlkörpers {\displaystyle K} lässt sich eine Norm eines (ganzen) Ideals {\displaystyle I} definieren durch {\displaystyle N(I):=\mathrm {card} (A/I)} (und für das Nullideal {\displaystyle N((0)):=0}). Diese Norm ist immer eine endliche Zahl und steht in Zusammenhang mit der Norm der Körpererweiterung {\displaystyle N_{K/\mathbb {Q} },} für Hauptideale {\displaystyle (a)} gilt nämlich {\displaystyle |N_{K/\mathbb {Q} }(a)|=N((a)).} Zudem ist diese Norm multiplikativ, d. h. {\displaystyle N(I\cdot J))=N(I)N(J)}. Allgemeiner werden diese Normen auch für Ideale in Ordnungen in Zahlkörpern betrachtet.